# Europacup I 1972/73
Het Europacup seizoen 1972/73 werd voor de derde keer op rij gewonnen door Ajax, door in de finale te winnen van Juventus. Dit betekende dat Ajax de beker mocht houden en er voor het volgende jaar een nieuwe gemaakt moest worden.

## Eerste ronde
| Team #1                | Tot.   | Team #2              | 1ste wed | 2de wed |
| ---------------------- | ------ | -------------------- | -------- | ------- |
| CSKA Sofia             | 4 - 1  | Panathinaikos Athene | 2 - 1    | 2 - 0   |
| Ajax Amsterdam         | vrij   |                      | -        | -       |
| Galatasaray SK         | 1 - 7  | Bayern München       | 1 - 1    | 0 - 6   |
| Waterford FC           | 2 - 3  | Omonia Nicosia       | 2 - 1    | 0 - 2   |
| SSW Innsbruck          | 0 - 3  | Dynamo Kiev          | 0 - 1    | 0 - 2   |
| Sliema Wanderers       | 0 - 10 | Górnik Zabrze        | 0 - 5    | 0 - 5   |
| FC Aris Bonnevoie      | 0 - 6  | FC Argeş Piteşti     | 0 - 2    | 0 - 4   |
| Real Madrid            | 4 - 0  | Keflavik ÍF          | 3 - 0    | 1 - 0   |
| Olympique de Marseille | 1 - 3  | Juventus             | 1 - 0    | 0 - 3   |
| 1. FC Magdeburg        | 9 - 1  | TPS Turku            | 6 - 0    | 3 - 1   |
| Celtic FC              | 5 - 2  | Rosenborg BK         | 2 - 1    | 3 - 1   |
| Újpest Dósza           | 4 - 3  | FC Basel             | 2 - 0    | 2 - 3   |
| TJ Spartak Trnava      | vrij   |                      | -        | -       |
| RSC Anderlecht         | 7 - 2  | Vejle BK             | 4 - 2    | 3 - 0   |
| Derby County           | 4 - 1  | Zeljeznicar Sarajevo | 2 - 0    | 2 - 1   |
| Malmö FF               | 2 - 4  | SL Benfica           | 1 - 0    | 1 - 4   |

## Tweede ronde
| Team #1           | Tot.   | Team #2         | 1ste wed | 2de wed |
| ----------------- | ------ | --------------- | -------- | ------- |
| CSKA Sofia        | 1 - 6  | Ajax            | 1 - 3    | 0 - 3   |
| Bayern München    | 13 - 0 | Omonia Nicosia  | 9 - 0    | 4 - 0   |
| Dynamo Kiev       | 3 - 2  | Górnik Zabrze   | 2 - 0    | 1 - 2   |
| FC Argeş Piteşti  | 3 - 4  | Real Madrid     | 2 - 1    | 1 - 3   |
| Juventus          | 2 - 0  | 1. FC Magdeburg | 1 - 0    | 1 - 0   |
| Celtic FC         | 2 - 4  | Újpest Dósza    | 2 - 1    | 0 - 3   |
| TJ Spartak Trnava | 2 - 0  | RSC Anderlecht  | 1 - 0    | 1 - 0   |
| Derby County      | 3 - 0  | SL Benfica      | 3 - 0    | 0 - 0   |

## Kwartfinales
| Team #1           | Tot.             | Team #2        | 1ste wed | 2de wed |
| ----------------- | ---------------- | -------------- | -------- | ------- |
| Ajax              | 5 - 2            | Bayern München | 4 - 0    | 1 - 2   |
| Dynamo Kiev       | 0 - 3            | Real Madrid    | 0 - 0    | 0 - 3   |
| Juventus          | 2 (uitgoals) - 2 | Újpest Dósza   | 0 - 0    | 2 - 2   |
| TJ Spartak Trnava | 1 - 2            | Derby County   | 1 - 0    | 0 - 2   |

## Halve finales
| Team #1  | Tot.  | Team #2      | 1ste wed | 2de wed |
| -------- | ----- | ------------ | -------- | ------- |
| Ajax     | 3 - 1 | Real Madrid  | 2 - 1    | 1 - 0   |
| Juventus | 3 - 1 | Derby County | 3 - 1    | 0 - 0   |

## Finale
| 30 mei 1973 |     |          |                                                                                                   |
| Ajax        | 1-0 | Juventus | Rode Ster-stadion, Belgrado Toeschouwers: 89 484 Scheidsrechter: Milivoje Gugulović (Joegoslavië) |
| Rep 5'      |     |          | Rode Ster-stadion, Belgrado Toeschouwers: 89 484 Scheidsrechter: Milivoje Gugulović (Joegoslavië) |

Ajax (trainer Ștefan Kovács):

Heinz Stuy, Wim Suurbier, Horst Blankenburg, Barry Hulshoff, Ruud Krol, Johan Neeskens, Arie Haan, Gerrie Mühren, Johnny Rep, Johan Cruijff, Piet Keizer
Juventus (trainer Čestmír Vycpálek):

Dino Zoff, Sandro Salvadore, Giampietro Marchetti, Francesco Morini, Silvio Longobucco, Franco Causio (sub Antonello Cuccureddu), Giuseppe Furino, Fabio Capello, José Altafini, Pietro Anastasi, Roberto Bettega (sub Helmut Haller)

## Kampioen
| Europacup I – Seizoen 1972/73 |
| ----------------------------- |
| AFC Ajax 3de titel            |